# 遂川县高坪中学
高坪中学是江西省遂川县高坪镇唯一的一所公立全日制初级中学，目前在校学生470人，教职工30人。在校历史最高人数760人。